# زاوية سيدي غانم
زاوية سيدي غانم تعتبر من الزواية العريقة في اقليم الجديدة بجماعة أولاد عسى وتتميز بموسمها السنوي الذي ينتسب إلى اسم المنطقة وهو موسم سيدي غانم الذي يحيي ذكرى المولد النبوي باحياء ليل دينية بمسجد الزاوية من الخامس الي السابع من ولادة النبي صلى الله عليه وسلم لاكثر من 500 سنة، وتتوفر المنطقة على جمعية تسمى الجمعية الاجتماعية سيدي غانم التي تقوم بعدة أعمال بالمنطقة رغم الظروف التي تتخبط فيها الجمعية لعدم توصلها بأي دعم من كل الجهاة المعنية.